# Wronki (gromada w powiecie oleckim)
Wronki (1957–71 Zalesie) – dawna gromada, czyli najmniejsza jednostka podziału terytorialnego Polskiej Rzeczypospolitej Ludowej w latach 1954–1972.
Gromady, z gromadzkimi radami narodowymi (GRN) jako organami władzy najniższego stopnia na wsi, funkcjonowały od reformy reorganizującej administrację wiejską przeprowadzonej jesienią 1954 do momentu ich zniesienia z dniem 1 stycznia 1973, tym samym wypierając organizację gminną w latach 1954–1972.
Gromadę Wronki z siedzibą GRN we Wronkach utworzono – jako jedną z 8759 gromad – w powiecie oleckim w woj. białostockim, na mocy uchwały nr 20/V WRN w Białymstoku z dnia 4 października 1954. W skład jednostki weszły obszary dotychczasowych gromad Wronki, Dunajek, Zalesie, Gajrowskie i Jelonek (z wyłączeniem lasów państwowych), lasy państwowe z dotychczasowej gromady Kije i przyległy obszar lasów państwowych z dotychczasowej gromady Dybowo ze zniesionej gminy Zalesie w tymże powiecie, przyległy obszar lasów państwowych z dotychczasowej gromady Orzechówko ze zniesionej gminy Świętajno w tymże powiecie oraz obszar dotychczasowej gromady Pietrasze i obszar lasów państwowych leśnictwa Wronki o pow. 90 ha z dotychczasowej gromady Dobra Wola ze zniesionej gminy Stare Juchy w powiecie ełckim. Dla gromady ustalono 11 członków gromadzkiej rady narodowej.
1 stycznia 1957 gromadę Wronki zniesiono przez przeniesienie siedziby gromady Wronki z Wronek do Zalesia i przemianowanie jednostki na gromada Zalesie.